# فضل باشا
فضل بن علوي مولى الدويلة (1240 - 1318 هـ/ 1825 - 1900 م) شيخ وعالم دين ومجاهد ضد الإنجليز حينما استعمروا الهند، والذي أصبح فيما بعد أميرًا لإقليم ظفار ومستشارًا بالدولة العثمانية. يتصل نسبه بآل البيت، وكانت منطقة حضرموت موطن آبائه وأجداده. وهو مشهور باسم «فضل فوكوي» في كيرلا بالهند، وفي مقر الخلافة العثمانية «فضل باشا». وذريه آل الفضل في مدينة اللاذقية بسورية.
يعتبر فضل بن علوي عند مسلمي المليبار بالهند من الأولياء الصالحين يرشدهم ويدافع عن حقوقهم، وكان له نشاط سياسي كبير بين المسلمين ضد الاستعمار البريطاني. وقد اعتبره البريطانيون من أهم المحرضين على الاضطرابات في الهند سنة 1269 هـ/ 1852 م. وتعتقد السلطات البريطانية في الهند أنه أيضاً وراء مقتل المحقق البريطاني الذي كلف بمهمة التحقيق في تلك الاضطرابات. ولهذا السبب نفي من الهند وحظرت عليه العودة إليها تحت طائلة الاعتقال. وأثناء نفيه الإجباري من مسقط رأسه ماليبار، أقام في وطنه الأصلي حضرموت. لكن لم يطل به المقام هناك، حيث غادرها ليستقر في مكة المكرمة. وخلال تواجده في مكة بايعه أهل ظفار ممن أتوا للحج على أن يكون أميرًا عليهم لشهرته بالتقوى والصلاح وانحداره من أصول حضرمية، فذهب إليها وتولى إمارة ظفار بتأييد من الدولة العثمانية آنذاك. فكانت له زعامة سياسية ومكانة اجتماعية مرموقة بين أهالي المنطقة، واستطاع القيام بدوره الإصلاحي في أوساط القبائل المتناحرة. واستمر واليًا عليهم إلى أن ثارت عليه إحدى القبائل؛ بسبب الوضع الاقتصادي المتدهور في البلاد، فاضطر إلى الخروج منها.
إثر طرده من ظفار توجه إلى المكلا ومن ثم إلى جدة، ومن هناك تلقى دعوة من السلطان العثماني عبد الحميد الثاني للانتقال إلى أراضي الدولة العثمانية، حيث جعله أحد المقربين لديه، ولقبه بـ«فضل باشا» تقديرا لجهوده في تلك الفترة. وتلقى دعم حقيقي من الدولة العثمانية لاستعادة ظفار لكنه فشل في ذلك وتوفي في إسطنبول.

## نسبه
فضل بن علوي المنفرمي بن محمد بن سهل بن محمد بن أحمد بن سليمان بن عمر بن محمد بن سهل بن عبد الرحمن مولى خيلة بن عبد الله بن علوي بن محمد مولى الدويلة بن علي بن علوي الغيور بن الفقيه المقدم محمد بن علي بن محمد صاحب مرباط بن علي خالع قسم بن علوي بن محمد بن علوي بن عبيد الله بن أحمد المهاجر بن عيسى بن محمد النقيب بن علي العريضي بن جعفر الصادق بن محمد الباقر بن علي زين العابدين بن الحسين السبط بن الإمام علي بن أبي طالب، والإمام علي زوج فاطمة بنت محمد ﷺ.
فهو الحفيد 32 لرسول الله محمد ﷺ في سلسلة نسبه.

## مولده ونشأته
ولد في الحادي والعشرين من شهر رجب سنة 1240 هـ الموافق للحادي عشر من شهر مارس لعام 1825 م. وبدأت حياته في مليبار كيرلا بجنوب الهند، تحديدًا بمنفرم منذ ولادته إلى مغادرته لحضرموت، وهذه الفترة استغرقت تسع وعشرين سنة من عمره وأصبح له شأن هناك فكان من علماء «المابيلا»، وهم سلالة التجار العرب المتحمسون لدينهم الإسلامي.
تبدأ مرحلته التعليمية من أساتذة أجلاء ذلك العصر بالإضافة إلى الجو العلمي في أسرته، وتلقى العلوم الدينية عن قصي مسليار الشلالكتي الترورغادي، وعن أبو بكر بن الهشام، والمولوي محمد البيتاني الفاني، والقاضي عمر بن علي البلنكوتي، والقاضي محي الدين الكالكوتي، والقاضي زين الدين الترورغادي وغيرهم. وبعد وفاة والده سنة 1844 م رحل إلى مكة للحج وقضى فيها خمس سنوات يستفيد من العلماء البارعين آنذك ورجع إلى كيرلا سنة 1849 م.

## رحيله من مليبار
بعد وفاة أبيه كانت مليبار قد فقدت زعيما سياسيا يوحّد صف المليبارين ضد المحتلين، وما لبث أن رجع من مكة حتى صار زعيم مقاومة ميلبار وهو ابن خمس وعشرين عام، فوحّد صفوف المسلمين والطبقات المضطهدة من الهنادكة، وخطب خطابًا بليغًا -وهو كما يعرف عنه بليغ وخطيب مفوّه- عن أهمية الجهاد وحماية الوطن وهتف أن يرفع سيفه ضد المستعمرين ومعاونيهم والطبقات الظالمة. في خضم هذه الثورات والمظاهرات أرسل تحريضات مخطوطة إلى مختلف المناطق ليحرض الناس ضد المحتلين الإنجليز، فرأت السلطة البريطانية في الهند خطورة السيد فضل بن علوي إثر مساهماته في ثورات كثيرة ضدها (ثورة منجيري سنة 1849 م، وثورة كولتور سنة 1851 م، وثورة متنور سنة 1852 م) والتي هددت وجود السلطة، وعزمت على نفي فضل بن علوي من أرض مليبار لترسيخ قدمها في أرض الهند، فلما علمت ما يورث النفي في قلوب المقاومة المليبارية تخلت عن هذا القرار وألحّت على فضل مغادرة مليبار اختيارًا لترك سفك دماء الثوار. فقصد فضل بن علوي حضرموت موطن أجداده مع مجموعة من أهله وهو ابن تسع وعشرين سنة 1852 م، وبهذا تنتهي فترة السيد فضل في مليبار.
وصل السيد فضل إلى حضرموت سنة 1852 م ولم يحب المكوث فيها وغادرها وفضل الاستقرار في مكة المكرمة بالحجاز، وخلال إقامتة في مكة توثقت صلاته بأمرائها وعلمائها مثل الشريف عبد الله بن محمد بن عون أمير مكة والعلامة أحمد زيني دحلان مفتي الديار المقدسة، وقد تلقى العلم عدد من طلاب العلم في الحجاز على يده.

## حكمه لظفار[9]
في سنة 1270 هـ/ 1853 م، وأثناء إقامته في مكة المكرمة، صدر أمر من السلطات العثمانية بمنع السيد فضل من مغادرة أراضيها، وذلك فيما يبدو نزولاً من العثمانيون إلى رغبة البريطانيين. إلا أن ذلك لم يثنه عن دوره الإصلاحي وتلمس مشاكل الأقاليم الإسلامية الأخرى من خلال وفود الحجيج. ففي سنة 1288 هـ/ 1871 م زار عددٌ من أهل ظفار وأعيانها مكة المكرمة بقصد الحج والتقوا بالسيد فضل بن علوي ـ وكان قد ذاع صيته واشتهر بالتقوى والصلاح ـ في وقت كانت فيه ظفار تعاني من الاضطرابات القبلية والمشاكل الاجتماعية والتخلف في شتى نواحي الحياة. ونظراً لشهرة ذلك الرجل ولكونه يرتبط بعلاقة وثيقة بمناطق جنوب الجزيرة العربية لتحدره من أصل شريف، فقد رأى أعيان ظفار ـ وفي مقدمتهم زعماء آل كثير ـ أن يعرضوا على السيد فضل حكم ظفار لما فيه من عراقة الأصل والنجابة والعلم والصلاح. فلم يتردد فضل بن علوي في قبول العرض أملاً في تكوين دولة علوية في جنوب الجزيرة العربية تكون ظفار قاعدتها.
وبعد التفاوض بين أعيان ظفار برئاسة أحد زعماء آل كثير والسيد فضل بن علوي، تم الاتفاق وتوقيع عقد البيعة على السمع والطاعة والحماية في 16 ذي الحجة سنة 1288 هـ/ 27 فبراير 1872 م في مكة المكرمة  ونتساءل هنا عن أسباب تأخر سفر ابن علوي لتسلم مقاليد الحكم بعد أن تمت مبايعته حاكماً على ظفار، حيث لم يتم سفره إلا بعد أكثر من سنتين ونصف على توقيع عقد البيعة.
وللإجابة على هذا السؤال، نعتقد أن هذا يعود إلى تحديد إقامته الجبرية من قبل العثمانيين في الأراضي المقدسة، وكان عليه أن ينتظر حتى يأذنوا له، وقد رغبهم في جنوب الجزيرة العربية وزين لهم حكمه لظفار باسمهم ليحد من النفوذ البريطاني فيها، في الوقت الذي اتفق فيه السيد ابن علوي فيما يبدو مع مبايعيه من ممثلي ظفار على تهيئة الأوضاع في الإقليم لقدومه حتى تصل موافقة السلطات العثمانية. وفعلاً، غادر مكة إلى ظفار ليدخلها في رمضان سنة 1291 هـ/ أكتوبر 1874 م. وقد استفاد من مكانته الدينية في بناء تاريخ سياسي مجيد له ولأبنائه.

### بداية حكمه
بدأ حكمه في ظفار بعد لقائه بعدد من الاعيان في ظفار وعرضوا عليه حكم ظفار كما اسلفنا وتوقيع عقد البيعة سنة 1873م فمنذ وصوله إلى ظفار سنه 1874، بدأ بإيجاد شبكة من العلاقات والترتيبات السياسية والقبلية. وسرعان ما أصبح سيد الموقف دون منازع، متخذاً من مدينة صلالة مقراً لحكمه وعاصمة لملكه. وقد أعد داراً له وجعل لمقره برجين للحراسة ومرافق عامة للعسكر والضيوف وحظيرة للخيل ونزلاً للسجناء، وعين ابنه قاضياً يفصل في قضايا الأهالي. ويبدو أنه اعتمد في هذه المرحلة الأولى من نشاطه على اعتراف الحكومة العثمانية وتلمس عونها العسكري ودعمها المادي، حيث كان قدومه للمنطقة بناءً على دعوة الأهالي وبعد موافقتهم. ولم يكن هذا السياسي المحنك والمصلح الدِّينيّ يجهل الروابط التي بدأت تتوثق بشكل كبير بين إقليم ظفار وعمان منذ حملة السيد سعيد بن سلطان على ظفار سنة 1245 هـ/ 1829م  وما تبع ذلك من موالاة بعض رموز أهالي ظفار لسلطان عمان، بالرغم من أن السيد سعيد بن سلطان، سلطان عُمان في حينه، قد سحب قواته من ظفار لظروف سياسية داخلية، حيث واجه حركة حمود بن عزان بن قيس، وأصبح الإقليم كله دون قوة ضاربة يمكن أن تمنع أي طامع سياسي بالاستقلال به، لكن السيد ابن علوي الذي كان يدرك ذلك تماماً كان متقوياً في مواجهة الأزمات بمركزه الديني بين الأهالي وما أشاعه بين الناس من أنه يحكم باسم العثمانيين، وهذا ما زعمه بنفسه عندما كتب للسيد تركي بن سعيد سلطان عُمان رسالة وصف فيها نفسه بأنه «حاكم ظفار باسم الباب العالي». وقد جاءت رسالته تلك بنتائج عكسية وحركت عليه سلطان عُمان الذي كان يعتبر منطقة ظفار جزءاً من بلاده. فبادر بإبلاغ حكومة الهند البريطانية، وقامت هذه الحكومة بمساعدته برفع هذا الأمر إلى الحكومة البريطانية المركزية في لندن، موضحة وجهة نظرها من خطورة وجود عدو للحكومة البريطانية في مثل هذا الموقع، ومن خطورة امتداد النفوذ العثماني بأي شكل من الأشكال إلى أي موقع على الساحل الجنوبي للجزيرة العربية. لذلك أصدرت الحكومة البريطانية تعليماتها إلى سفيرها بالقسطنطينية بالاحتجاج لدى الحكومة التركية على أعمال فضل بن علوي والمطالبة بشجب تصرفاته. إلا أن ذلك السفير لم يتلق رداً على اتصاله الذي قام به في سنة 1294 هـ/ 1876 م. ولهذا أعاد السفير الكرة مرة أخرى في سنة 1294 هـ/ 1877م.
أما الأمير الظفاري فضل بن علوي، فقد نجح في مد نفوذ إمارته غرباً حتى شمل جزءاً من بلاد المهرة، وكانت قبائل آل كثير تحمي ذلك الأمير وتحرسه وقد اتخذ منهم ومن الأشراف في المنطقة مستشارين له، وفي الوقت الذي ضمن فيه ولاء نحو 2000 مقاتل من آل كثير، كان لديه أيضاً حوالي 3500 مقاتل من قبائل القرا الموالية له أيضاً منذ توليه الحكم، مما يدل على سعة سلطانه في ظفار.
وبما أن فضل بن علوي كان مصلحاً دينياً اكتسب من مكانته الدينية المكانة المرموقة في نفوس أبناء الإقليم والزعامة السياسية، فقد اتجه إلى بث روح الإسلام والتعاليم الدينية بين الظفاريين. ويبدو من خلال توجهاته وأعماله أنه كان متأثراً إلى حد كبير بالدعوة الإصلاحية. فقد أمر على سبيل المثال بتطبيق حد القتل في القاتل وبمنع التبرج والسفور للنساء وفرض الزكاة الشرعية كما حددها الكتاب والسّنة، كما حارب السحر والشعوذة وقد سجن ذات مرة 80 رجلاً من رجال القبائل بتهمة السحر، وكان كحاكم قدوة لمحكوميه، اشتهر بينهم بالتقوى والورع. وقد انطلقت أفكاره الإصلاحية من خلال منبر المسجد الجامع بصلالة، ولا سيما أن ابن علوي كان خطيباً مفوهاً وعالماً بأمور الشرع وأصول الفقه كما يتضح من خلال مؤلفاته العديدة.
وقد أعطى فكره الإصلاحي بعداً سياسياً من خلال خبراته الواسعة في الهند ومن خلال رحلاته وتنقلاته بين البلدان الإسلامية. إلا أن ابن علوي لم يوفق في تحقيق أهدافه التي كان ينوي تحقيقها في ظفار، ربما بسبب حماسه الديني وتسرعه في نهجه الإصلاحي. فقد اصطدمت جهوده وأعماله في ظفار بالتقاليد الموروثة والعادات السائدة في المنطقة، فنفر منه الناس عندما طلب منهم دفع زكاة أموالهم، وخاصة ملاك الماشية والفلاحين، وواجه عمال الزكاة صعوبات في جبايتها، خاصة من سكان الجبال حيث فقد أحد جباة الزكاة حياته أثناء أدائه لواجبه.
وليس هناك من شك بأن السيد ابن علوي قد حاول أن يجعل من مملكته الجديدة دولة نموذجية تدار على أسس حديثه، وكان يحصل رسوماً قدرها 5% على الواردات والصادرات فيما كانت حكومته تتكون من ستين رجلاً يعمل أكثرهم في جمع الضرائب. وكان السيد ابن علوي يأمل في زيادة صادرات بلاده، عن طريق استخراج السوائل من أشجار المطاط وأشجار اللبان التي كانت تنمو في البراري في الأرضي الداخلية من ظفار. ولاستصلاح تلك الثروة، بعث مبعوثاً إلى الهند لكي يستعين بذوي الخبرة في الهند لإحضارهم لمحاولة إنتاج المطاط واللبان في بلاده، حيث كان ولا يزال اللبان بشكل خاص مصدراً مهماً لتجارة ظفار منذ أقدم العصور كما اتصل بشركة الملاحة الهندية البريطانية، طالباً منها أن تقوم إحدى سفنها بزيارة شهرية إلى صلالة عاصمة بلاده ظفار وعرض عليها ضمان شحن 200 طن من مختلف البضائع من صادرات بلاده بشكل شهري، لكن البريطانيين تجنبوا بعناية أي خطوة قد تمنح أي اعتراف بمركزه ونظامه السياسي في ظفار، إذ أن عمله في الهند لم يكن قد طواه النسيان .ومع ذلك، فإن تجارة ظفار قد وجدت قبولاً من اليمنيين والعمانيين على السواء، حيث كانت سفن عمانية وأخرى يمنية تمر بظفار لنقل تجارتها إلى الهند وإلى سواحل أفريقيا الشرقية. ولكن ظروف السيد ابن علوي الاقتصادية والسياسية وحكمه في ظفار لم تكن في المستوى الذي كان يطمح إليه سواء على صعيد الإصلاح الديني أو السياسي. فمن ناحية، باءت محاولاته مع البريطانيين للحصول على شيء من الاعتراف بحكمه والتعاون الاقتصادي مع نظامه السياسي بالفشل. فعلى الرغم من أنه كان يدرك أن البريطانيين ينظرون إليه بعين غير ودية، فإن ذلك لم يمنعه من الدخول في مفاوضات مع المقيم البريطاني في عدن سنة 1294 هـ/ 1877 م، على أمل الحصول على نوع من الاعتراف بحكمه وبنظامه السياسي، لكن دون جدوى.

### خلعه من حكم ظفار
أهم أسباب خلعه من حكم ظفار فقدانه ولاء بعض قبائل ظفار كما سنذكر، وكذلك فشله في الحصول على اعتراف من القوى المجاورة كبريطانيا أو سلطان عمان حليف لبريطانيا القديم ومن ناحية أخرى، أصيب إقليم ظفار بقحط شديد في صيف عام 1295 هـ/ 1878 م، حيث فقد السكان أكثر ماشيتهم وارتفعت أسعار الحبوب والمعيشة بشكل عام، وأصبحت هناك بوادر عصيان وثورة حتى من قبل الذين والوا ذلك الأمير وأخلصوا له عند قدومه، مما حَدَا بابن علوي إلى طلب المساعدة والإمدادات من الولايات العثمانية المجاورة مكة واليمن لكبح جماح الثورة عليه من قبل «القرا» بعد أن تمكن بمساعدة بني كثير من اعتقال خمسين منهم، حيث زج بهم رهائن في السجن.
لكن هذه الاعتقالات أفقدته ولاء إحدى أهم أقوى القبائل في المنطقة الا وهي قبائل القرا، في الوقت الذي هاجر فيه ثلاثمائة من أهل ظفار إلى مسقط للعمل في خدمة السلطان العماني، حيث لم يستطيعوا تحمل حياة البؤس والفقر في ظل الجفاف الذي ضرب المنطقة، لذلك أخذ حكمه في الاضطراب والتفكك بسبب الوضع الاقتصادي المتردي والخلافات بين القبائل، حيث عمت الثورة بين الناس بقيادة بعض القبائل وفي مقدمتهم الشيخ عوض بن عبد الله الشنفري، وأرغموه على الفرار من البلاد في أول سنة 1296 هـ/ 1879 م.

### بعض الأحداث بعد رحيله عن ظفار
وبعد ان طرد السيد فضل بن علوي من ظفار التي غادرها إلى المكلا في حضرموت ومنها إلى جدة، قام الشيخ عوض بن عبد الله الشنفري بزيارة مسقط وأغرى سلطانها السيد تركي بن سعيد بأن يمد سلطاته لتشمل إقليم ظفار مرة أخرى  إلا أن أهل ظفار انقسموا إلى أحزاب ثلاثة: الأول يتزعمه عوض بن عبد الله الشنفري ويودّ أن يعلن سلطان عمان سيطرته المباشرة على ظفار، والثاني يتزعمه عوض بن عزان مرعي الشنفري ويودّ إعادة السيد فضل إلى كرسي إمارته في ظفار، والفريق الثالث يرغب في الاستقلال. لكن السيد تركي حسم الأمر وأرسل حملة بحرية يقودها سليمان بن سويلم إلى ظفار سنة 1296 هـ/ 1879 م. فأعلن أهل مرباط على الفور خضوعهم لممثل السلطان، وكان أول ما قام به سليمان لاسترضاء الأهالي إعلانه تخفيض نسبة جباية العوائد الجمركية من 5 % إلى 4 %  وتوثقت علاقة ظفار بعمان أكثر في هذه المرحلة من تاريخها بعد أن انشغلت السلطات العمانية في مسقط بمشاكلها الداخلية عنها، فترة من الزمن بسبب خلافاتها مع عزان بن قيس وتوثقت هذه العلاقة بشكل أكبر عندما اتخذت حكومة الهند البريطانية قراراً في نهاية سنة 1296 هـ/ 1879 م باعتبار إقليم ظفار ضمن مسؤولية الوكالة السياسية البريطانية في مسقط بدلاً من تبعيتها للوكالة البريطانية في عدن. وبذلك ألغي النظام القديم الذي كان يقضي بتحويل كل أمور إقليم ظفار إلى المقيمية البريطانية في عدن.
لكن قسوة الوالي العماني سليمان بن سويلم كانت سبباً في ما حدث من خلاف خطير بين هذا الولي العماني المعين على ظفار وبين كبير أنصار السلطان في ظفار الشيخ عوض بن عبد الله الشنفري. فقد كان سليمان يشك في أن عوض يسعى لتكوين نفوذ له في الإقليم معتمداً على قاعدته العريضة بين رجاله مع التشكيك في ولائه للسلطان. لذلك اختلق الوالي حجة يتذرع بها لإرسال الشيخ عوض إلى مسقط، لكن الشيخ انتقم في مسقط لنفسه، فشكا للسلطان فساد واليه في ظفار، لكنه لم يجن ثمار شكواه لسلطان عمان على الوجه المنشود. وبعد أن عاد ابن عبد الله إلى ظفار عبر الطريق الصحراوي، أفصح عن سخطه بإعلانه التمرد، ففاجأ قلعة صلالة واستولى عليها.
ولم تكن القوة التي للسلطان في ظفار آنذاك تتجاوز الثلاثين رجلاً. وحين وصلت أنباء التمرد إلى مسقط، غادرتها قوة عسكرية سنة 1298 هـ/ 1880 م قوامها 180 رجلٍ يقودهم خميس بن سليمان البوسعيدي وسليمان بن سويلم. وكانت تعليمات السيد تركي لقادته تقضي بالانسحاب من ظفار كلية إذا تبينوا أن غالبية أهلها لا يرغبون في حكم السلطان؛ أما إذا كانت جماعة عوض بن عبد الله فقط هي التي تثير الاضطرابات، فعليهم توجيه ضربة قاصمة إليهم. وكان السيد تركي بن سعيد يراقب بحذر التقدم التركي في جبهتين: الأولى في اليمن، والأخرى في الأحساء، وخاصة بعدما امتد النفوذ التركي من الأحساء إلى قطر. وفي الوقت الذي اختلف فيه الشيخ عوض مع السلطات العمانية وواليها في ظفار، اشتعلت ثورة ضده في الإقليم.
فأثناء غيابه عن قلعته -عوض بن عبد الله-، قام جماعة من أعدائه يتزعمهم أحد أنصار فضل بن علوي بمهاجمتها والاستيلاء عليها بعد أن أوقعوا بأنصار الشيخ عوض بعض الخسائر وأعادوا الولي القديم مكانه برضى الأهالي. فكان هذا دليلاً على أن العصيان في ظفار كان مقتصراً على الشيخ عوض بن عبد الله الشنفري ورفاقه وأن هناك ولاء للسلطان من قبل بقية سكان المنطقة. وحين وصلت القوة العمانية إلى بلدة مرباط، انسحب الشيخ عوض الشنفري أو «عوض الموت» كما كان يكنى إلى الجبال
وبدأت مفاوضة قادة الحملة مع الأعيان. وتلقى الشيخ عوض المتحصن في الجبال وعداً بتأمينه على حياته إذا هو سلم نفسه في مسقط خلال فترة زمنية محددة؛ وعادت بعدها الحملة إلى مسقط، لكن معظم رجالها ظلوا في حامية ظفار للحفاظ على الأمن والاستقرار، فساد الهدوء في ظفار بعد ذلك وأصبحت العوائد تجبى كالمعتاد دون أي متاعب.
ونتساءل هنا عن السبب الذي جعل عوض يثور على السلطان العماني ويقاوم الحاميات العمانية والوالي العماني في ظفار بعد أن كان هو الذي تبنى دعوة السلطان العماني ليمد سلطانة مرة أخرى إلى ظفار.
ففي حين كان عوض بن عبد الله يأمل ـ فيما يبدو ـ أن ينصَّب على ظفار بناءً على ما وعده به السلطان العماني تركي بن سعيد إذا هو وقف بحزم وقاد العصيان والصورة في ظفار ضد فضل بن علوي ، نجد السلطان تركي بن سعيد لم ينفذ ما وعد به هذا الزعيم القبلي، ربما لعدم ثقته في الشيخ عوض وربما لأن الشيخ عوض ذاته كان غير محبوب أو مقبول من كافة أهالي ظفار، وخاصة محبي ومؤيدي السيد فضل بن علوي الذي أدّى دوراً كبيراً في طرده من ظفار. لذلك نكث السلطان تركي بوعده وكلف موثوقه سليمان بن سويلم بدلاً منه.
وفي مطلع سنة 1301 هـ/ 1883 م، حدث تمرد جديد في ظفار وحوصر واليها سليمان بن سويلم في قلعته. فأرسلت له قوة مكونة من 70 رجلاً، لكن رفع الحصار قبل وصول هذه القوة ولم تمكث طويلاً في ظفار ورجعت إلى مسقط، على الرغم من تكرر التمرد في الإقليم في السنة نفسها. ويعود هذا فيما يبدو إلى عدم حنكة الوالي العماني في إدارة الإقليم وقلة خبرته في التعامل مع خلافات القبائل.
وفي سنة 1303 هـ/ 1885 م، انفجر تمرد آخر فجأة في ظفار أثناء غياب الولي سليمان بن سويلم، ووجد نائبه علي بن سليمان ومساعده نفسيهما محاصرين في القلعة ومعهما حامية لا يزيد عدد أفرادها على 40 رجلاً. ولكن بعد وساطة عشيرة ال عمر -قبيلة العمري، استطاع علي بن سليمان الانسحاب من القلعة والتراجع إلى مرباط دون أن يمسه أحد بسوء، ومنها أبحر إلى مسقط العاصمة لتدبر الأمر مع القيادة العمانية.

### محاولاته لاستعادة حكمه في ظفار
كانت هذه الأحداث المحلية تجري في ظفار في الوقت الذي كان فيه السيد فضل بن علوي يحاول استعادة حكمه.
ولكن عندما فشل في محاولاته الذاتية، استعان بشريف مكة الذي نصح الباب العالي بتأييد السيد فضل ومساندته، لأن ضم إقليم ظفار إلى عمان في رأي شريف مكة سيؤدي إلى آثار جانبية سيئة في الجزيرة العربية. وما أن وصل ابن علوي إلى الاستانة حتى استحوذ على اهتمام السلطان العثماني عبد الحميد الثاني. وبالرغم من اعتراضات وزراء السلطان عبد الحميد ومستشاريه، فإنه قرر تدعيم السيد ابن علوي معنوياً في بادئ الأمر كي يستعيد ظفار، في خطوة كان السلطان العثماني يريد منها فيما يبدو الحد من النفوذ البريطاني إذا ما ضمن ولاء الزعامات المحلية في أطراف الجزيرة العربية -من اهمها ظفار- حيث أنعم السلطان على الأمير الظفاري فضل بلقب وزير.
ومن هنا يمكن القول إن الدولة العثمانية قد دخلت وجهاً لوجه في صراع مع البريطانيين على السيطرة والنفوذ في ظفار، وقد رأت بريطانيا في احتضان العثمانيين للسيد فضل بن علوي وكذلك نشاطهم العسكري في اليمن والأحساء خطة هدفها الالتفاف حول جناحي الوجود البريطاني على امتداد السواحل الشرقية والجنوبية للجزيرة العربية ابتداء بالبحرين وانتهاء بعدن. ولهذا وقف البريطانيون بكل قواهم مع السلطان العماني.
وكان السيد ابن علوي أثناء إقامته في القسطنطينية قد كتب رسالة للسيد تركي بن سعيد في منتصف سنة 1301 هـ/ 1883 م تقريباً يشير فيها إلى أن هناك علاقة صداقة قد نشأت بينه وبين الحكومة البريطانية ونصحه بالتخلي عن ظفار. وتبعت رسالته تلك رسالة أخرى من شريف مكة ينصح فيها السيد تركي بالتخلي عن مطالبته بظفار من أجل السيد فضل بن علوي، لكن السلطان العماني الذي كان يعتمد على مساعدة البريطانيين وتأييدهم له رفض مشورة صاحب مكة وأكد في رده الشريف أن إقليم ظفار كان لأسلافه من سلاطين عمان؛ أما السيد بن علوي، فليست له جذور وراثية في الإقليم.
وفي سنة 1302 هـ/ 1884 م تلقت حكومة بومباي من خلال القنصل العثماني العام هناك رسالة من السيد بن علوي شكا فيها من أعمال سلطان عمان في ظفار. ولكن حكومة بومباي لم تعر الأمر اهتماماً، في الوقت الذي لم ييأس فيه السيد ابن علوي من تكرار محاولاته.
ففي سنة 1304 هـ/ 1886 م ركز جهوده كلها على استعادة الإقليم، لكن التدخل البريطاني أفسد محاولاته. فحين عادت إحدى سفن الحجاج من الحجاز وكانت ترفع العلم البريطاني إلى عدن تبين أنه كان على ظهرها محمد بن السيد فضل ومعه 16 رجلاً من أنصاره إلى جانب حوالي مائة جندي من جنود شريف مكة، وكانوا جميعاً يحملون كميات كبيرة من الأسلحة والذخائر. فصادرت السلطان البريطانية في عدن تلك الأسلحة بناء على قوانين حظر الأسلحة، ونزل محمد الذي كان هدفه بلا شك النزول في ظفار إلى البر.ولما شعر محمد بالإحباط توجه إلى الحديدة 1887م وهو في طريقة إلى مكة في محاولة منه للوصول إلى ظفار برا.
وبعد ذلك بقليل، تردد أن وكيلاً لمحمد بن فضل هذا قد استطاع أن ينقل إلى صلالة بظفار علماً تركياً ووثيقة ولاية من تركيا على الإقليم مع مبلغ من العملات النقدية التركية وبعض الأسلحة والذخائر وكانت جميعها مخبأة في بيت رجل من الكثيريين الذين عرفوا بولائهم للسيد فضل منذ البيعة الأولى له في مكة المكرمة، لكن لم يتبع ذلك أي نشاط ملموس وانتهت هذه الفترة من الصراع بإنذار موجه من الوالي التركي في البصرة للسيد تركي بن سعيد بشأن ظفار في منتصف سنة 1304 هـ/ 1886 م تقريباً.غير أن السلطان العماني أهمل ذلك الإنذار ولم يعره أي اهتمام، في الوقت الذي احتج فيه السيد فضل العلوي على ما حدث في عدن لكل من المقيم البريطاني هناك ولنائب الملكة في الهند أيضاً. إلا أن ذلك الاحتجاج لم يجن منه السيد فضل أي رد إيجابي.
وفي وقت الذي تضاءلت فيه سيطرة السلطان العماني خلال سنة 1886 م على ظفار باستثناء مرباط. وبقي الوضع غير مستقر في الإقليم حتى نهاية ذلك العام عندما عين سلطان عمان محمد بن سليمان والياً على ظفار، وكانت معه حامية تضم 70 جندياً. ويبدو أن الوالي الجديد نجح في إعادة سيطرة السلطان على جميع أنحاء ظفار. لكن هذا الوالي لم يبق في الولاية لأكثر من سنة واحدة، حيث قرر السيد تركي إرسال سليمان بن سويلم مرة أخرى إلى ظفار، وفي تلك الأثناء كان الظفاريون يحاصرون ممثل السلطان، وقد أعلنوا عزمهم على مقاومة عودة سليمان بن سويلم إليهم بالقوة.
ويبدو أن السيد تركي قرر أن الأمور بحاجة إلى مزيد من الحزم والقوة، خاصة وأنه تمكن من إنهاء مشاكله الداخلية في مختلف أقاليم عمان وبالذات إقليم جعلان الذي انتهى عصيان قبائله بالولاء التام لحكومة السيد تركي في مسقط فبادر بإرسال ابنيه فيصل وفهد وعدد كبير من وجهاء عمان على رأس 200 محارب ومعهم مدفع كبير إلى ظفار. ونجحت الحملة في إعادة سليمان بن سويلم إلى الولاية؛ كما ألقي القبض على خمسة من الشيوخ المعارضين الذين كانوا على اتصال بالسيد فضل بن علوي، وحملوا على سفينة متوجهة إلى مسقط. وبعد هذه الأحداث مباشرة، توفي السلطان العماني تركي بن سعيد وخلفه ابنه فيصل سنة 1305 هـ/ 1888م وانقضت السنوات السبع الأولى من حكم السلطان الجديد فيصل بن تركي والأوضاع هادئة في ظفار، لكنه أرسل في سنة 1309 هـ/ 1891 م قوة قوامها 100 جندي لتعزيز الحامية العمانية في الإقليم. وفي الوقت الذي لم يكن اليأس قد داخل السيد فضل في إمكان استعادة ظفار وكان ما يزال مقيماً في القسطنطينية، مُنِحَ أبناؤه الأربعة ألقاباً عثمانية، وهم سهل باشا وحسن باشا ومحمد بك وأحمد بك وكانوا جميعهم يشغلون وظائف عامة في الحكومة العثمانية، فتدعم موقفه في الدوائر الرسمية العثمانية، فيما كانت التبرعات تصله من الهند لدعم موقفه السياسي والمالي، لكنها كانت في تناقص دائم.
وفي سنة 1312 هـ/ 1894م، تقرب السيد فضل بن علوي من السفير البريطاني في القسطنطينية وطلب الإذن له بالعودة إلى ظفار مع أبنائه. وعرض في مقابل ذلك أن يكفل حرية التجارة بين ظفار وباقي المستعمرات البريطانية في الهند ووكالاتها التجارية والسياسية في سواحل الجزيرة العربية الجنوبية والشرقية، وأن يلتزم بالقضاء على تجارة الرقيق ويساهم فيه، لكن مقترحاته لم تلق القبول لدى البريطانيين. وفي ربيع 1312 هـ/ سنة 1895 م، كان سهل باشا ابن السيد فضل يعيش في قصر القبة بالقاهرة ضيفاً على الخديوي عباس الثاني في مصر. وأثناء إقامته هناك، دخل في مفاوضات مع القنصل البريطاني العام في القاهرة مستهدفاً عون بريطانيا لاستعادة ظفار. غير أن محاولاته لم تنجح. وبعدها غادر القاهرة عائداً إلى القسطنطينية، فيما اتخذت السلطات البريطانية الحيطة لمراقبته في القاهرة وجدة وعدن، ونصحت السلطان العماني بتعزيز حامياته في ظفار وتزويدها بالرجال والسلاح، خاصة بعد أن أصبح السيد فضل بن علوي يحظى بعطف العثمانيين.
1887م حاول أحد أبناء فضل وهو ابوبكر ان يوطد نفسه في المكلا بمساعدة البريطانيين بعد فشله في الحصول عى مساعدة الاترك فقابل اليد إيفيلين بارينغ في القاهرة مقترحا ان تكون المكلا تحت حماية البريطانيين مع تنصيب ابي بكر وقد اقنع هذا الحدث البريطانيين بانه قد حان الوقت لاعلان وصايتهم الكاملفة على حضرموت .وبعد أن أصبح لأبنائه نشاط سياسي وعسكري ملموس في اليمن وحضرموت. وقد تبين هذا النشاط للبريطانيين من خلال متابعتهم الدقيقة لنشاط فضل بن علوي ومؤيديه العثمانيين.وفي تلك الأثناء، بدأ تمرد خطير يعتبر أعنف تمرد على السلطان في ظفار بهجوم مفاجئ وقع في أواخر سنة 1313 هـ/ 1895 م وقتل في ذلك الهجوم نائب الوالي مسعد بن سعد وهو ابن اخ الوالي لسليمان وقتل كذلك أحد أبناء الوالي واسمه علي وهو اعرج مع أحد عشر من رجال الحامية، وهرب بقية وهم ابنا سليمان الثاني والثالث وهما سالم ومظفر الذي كان عمره 10 سنوات انذاك من رزات (بالقرب من موقع المعمورة حاليا) مع النساء إلى مرباط على بعد 40 ميلا إلى الشرق.في هذه الفترة قام أحد خدم سليمان المقربين وهو بخيت النوبي مع 50 أو 40 من الجنود باللجوء إلى مرباط والتجأوا إلى بعض اصدقائهم من أبناء إحدى قبائل الحكلي القرا وأسفر الهجوم عن تسوية الحصن الحكومي بالارض. والسبب المباشر لذلك التمرد هو الزج بأحد رجال قبيلة بني كثير في السجن. وكان الكثيريون المتحصنون في الجبال هم الذين تولوا زمام المبادرة في هذا التمرد، وسرعان ما انضم إليهم بعض الأهالي والتزم البعض الآخر بالحياد. ولم يوفق الوالي العماني في إدارة الأزمة وحلها كانت شخصية مسعد بالغة السوء ولم تكن له فئه ينصرونه عند قيامه بإرغام الناس على العمل الشاق وإعاقته ومضايقته لنساء البلد ، وتباطأت بريطانيا في تقديم المساعدة للسلطان في إخماد عصيان ظفار بسبب ترحيب السلطان بافتتاح قنصلية فرنسية في مسقط واتصاله بالروس. ولهذا اعتمد السلطان العماني على إمكاناته الذاتية، فأرسل السلطان فيصل نجدة عسكرية مكونة من 250 جندياً، لكن هذه الحملة لم تستطع أن تستعيد زمام الأمور بالرغم من وجود قاعدة لعملياتها في مرباط. ولعل السبب يعود لوجود أنصار لفضل بن علوي وللدولة العثمانية في الإقليم مستغلين سخط الأهالي من تصرفات الوالي العماني في ظفار، خاصة بعدما وردت تقارير تفيد أن هناك شيئاً من التأييد والحضور لأنصار ابن علوي.
وقد استخدم المتمردون أعلاماً وصفت بأنها تركية. ولهذا بادر الوكيل السياسي البريطاني في مسقط بعد تلك الأنباء بالتوجه مسرعاً إلى ظفار لبحث الموقف في أوائل منتصف عام 1314 هـ/ 1896 م، كما فوضه سلطان عمان بالتحدث باسمه مع رجال القبائل، ووجد الوكيل السياسي علم السلطان مرفوعاً على قرية الحافة الساحلية، إلا أن حامية السلطان هناك كانت محاصرة بالفعل، كذلك كان العلم العثماني يرفرف فوق صلالة، وإن لم يستطع أن يضع يده على دليل يثبت وجود مبعوثين عن ابن علوي في المدينة، والتقى الوكيل السياسي بزعماء التمرد، ومن أشهرهم سالم بن حمد المرهون وعلي ابن كثيري، لكنهم رفضوا العروض التي عرضها عليهم الوكيل البريطاني باسم السلطان، مثل نسيان الماضي ونقل سليمان بن سويلم وتعيين حاكم بديل وتحديد العوائد حسب القوانين، وكذلك التعويض عما حصل من أضرار. عند ذلك وأمام هذا الرفض، رجع الوكيل السياسي البريطاني إلى مسقط ونوقشت مسألة تقديم العون للسلطان من قبل حكومة الهند البريطانية وإعادة الأوضاع إلى ما كانت عليه في ظفار، وصدرت التعليمات من قبل حكومة الهند البريطانية بضرورة تعزيز أعمال القوات العمانية في البر بنيران البحرية البريطانية عند الحاجة، وأبلغ السلطان بهذا العرض. وكان البريطانيون في سباق مع الزمن حتى لا يكون في ظفار أي نفوذ عثماني. وفي منتصف عام 1315 هـ/ مطلع عام 1897 م، طلب السلطان دعم السلطات البريطانية الذي عرضوه عليه. وكان هدف البريطانيين من ذلك العون أن لا يضطر السلطان فيصل إلى طلب المساعدة والعون من الفرنسيين في ظل تزايد الوجود الفرنسي في عمان ودخولهم في منافسة شديدة مع الأنجليز، حيث منحت فرنسا أعلاماً فرنسية لسفن بعض العمانيين، خاصة سفن أهل صور التي أصبحت تحمل الأعلام الفرنسية والتي أعطتها هذه الأعلام الحصانة ضد تفتيش السفن الإنجليزية لها
لذلك تحرك إلى ظفار المقيم السياسي البريطاني في الخليج العربي ومعه الوكيل السياسي في مسقط والسيد محمد الشقيق الأكبر للسلطان فيصل مع قوة مكونة من 70 فرداً على ظهر سفينتين بريطانيتين. وعند وصول الحملة إلى سواحل ظفار، وجدوا العلم العثماني مرفوعاً بالفعل فوق ساريتين، والتقى الوكيل السياسي بشيوخ المتمردين على الساحل، وعرض عليهم نسيان الماضي مع عدم زيادة الضرائب. لكن الشيوخ أصروا على عدم رغبتهم في وجود وال عماني لديهم أو أن يكون اختيار الوالي برضاهم. وربما عاد السبب من وجهة نظرهم إلى تعسف هذا الوالي وسوء إدارته.
وأثناء المفاوضات، أشاروا إلى أنهم تحت الحماية العثمانية، مما يدل على أن من بينهم من يؤيد السيد ابن علوي والعثمانيين. وعند ذلك، كتب لهم المقيم البريطاني السياسي في الخليج العربي يطلب إعلان استسلامهم خلال يومين بشروط تتضمن استجابة لبعض مطالبهم. وبعد تدبر الموقف فيما بينهم، وفي ظل عدم وجود الدعم السريع من العثمانيين أو من الذي يمثلهم في المنطقة في الوقت المناسب، بادروا إلى نزع العلم العثماني وتسليمه لإحدى السفن البريطانية. وانتهت تلك الأزمة بسلام، وغادر سليمان بن سويلم والي ظفار العماني إلى ولايته بعد أن سحب الشيوخ معارضتهم لعودته.
وفي حقيقة الأمر، لم يكن السيد ابن علوي هو المحرض على هذا التمرد، لكنه حاول استغلاله لمصلحته، وقد يكون ساهم بطريقة أو بأخرى في استمرار العصيان من خلال أنصاره ومؤيديه، في الوقت الذي جدد فيه عرضه أن يعقد مع البريطانيين اتفاقية لحماية حقوقهم مقابل استقلال ظفار. وقد قدم هذا العرض للسفير البريطاني في إستانبول. ورداً على ذلك العرض، أبلغ السيد ابن علوي بأنه لا حق له في السير إلى ظفار، وأن السلطات البريطانية لن تعترف بأي مندوب عنه يرسله إلى هناك.فكان هذا دعماً واضحاً للسلطان العماني ورفضاً قاطعاً لحكم السيد ابن علوي ونفوذه في ظفار. فقطع البريطانيون على العثمانيين، في الوقت نفسه، الطريق للوصول إلى هذه المواقع الاستراتيجية في جنوب الجزيرة العربية.وبعد وصول سليمان بن سويلم وتوليه إدارة الإقليم بوقت قصير، بدأت أحداث السخط والتمرد من جديد. وفي الوقت نفسه تقريباً، قام أهل قرية الحافة الساحلية بهجوم مباغت على أهل صلالة وقتلوا واحداً منهم في نزاع بين الأهالي. وحين وصلت هذه الأنباء إلى السلطان، كتب يستدعي الوالي سليمان بن سويلم من ظفار وأرسل بدلاً عنه الوالي الجديد سيف بن يعرب ليخلفه والياً عليها، وجيء بسالم بن حمد المرهون، زعيم التمرد، إلى مسقط وألقي به في السجن لعلاقته بالتمرد في ظفار. ولقي ابن عمه عمرو بن عبد الله المصير نفسه، لكن تم إطلاق سراح السجينين بتدخل ودي من قبل الوكيل السياسي البريطاني في عمان، وذلك لقرب احتفال السلطان فيصل بن تركي بزواجه من شقيقة أحد أعيان عمان.
وفي بداية 1317 هـ/ 1899 م، نشأت أزمة جديدة بإقليم ظفار عندما تكرر اعتراض البدو طريق إمداد إحدى الحاميات العمانية بقلعة داخل الإقليم. فأعد الوالي العماني كميناً لهؤلاء البدو، ونجحت خطته، وقتل تسعة منهم، فهب بدو الإقليم كله معلنين التمرد. لكن أهل الإقليم من الحاضرة قاموا بمعاونة الحكومة على أبناء البادية، وخمد التمرد من تلقاء نفسه، حيث كان فيما يبدو نتيجة لقلة هيبة السلطات في ظفار بسبب الخلاف المستمر بين أعيان ظفار ووالي الإقليم سليمان بن سويلم بالذات .ولم تتوافر أية دلائل تشير إلى أن لابن علوي أو للعثمانيين أي دور في ذلك التمرد.

## وفاته
وبوفاة فضل بن علوي في يوم الجمعة الثاني من شهر رجب سنة 1318 هـ الموافق للسادس والعشرين من شهر أكتوبر لعام 1900 م في العاصمة العثمانية القسطنطينية، انتهت هذه الأحداث التي كان يثيرها فضل أو مؤيدوه أملًا في استعادة عرشه في ظفار، وانتظم عقد هذا الإقليم بعد ذلك مع بقية الأقاليم العمانية في ظل حكم السلاطين العمانيين من آل بو سعيد.

## مؤلفاته
ألف فضل بن علوي كتبا كثيرة في مختلف الموضوعات. مضامين الكتب تدور حول تزكية النفس والتربية الإسلامية وأداب الإسلام والفقة والتصوف والتاريخ والمقاومة ضد الاحتلال، فمن مؤلفاته ما يلي:
- «عُدة الأمراء والحكام لإهانة الكفرة وعبدة الأصنام»
- «إسعاف الشفيق في بيع الرقيق»
- «رسالة المسلم العابر لإدراك الغابر»
- «الطريقة الحنيفية»
- «رسالة في التصوف»
- «ميزان طبقات أهل الحيثيات وتنبيه رجال أهل الديانات»
- «الدر الثمين للعاقل الذكي الفطين»
- «عقد الفرائد من نصوص العلماء الأماجد»
- «الفيوضات الإلهية والأنوار النبوية»
- «إيضاح الأسرار العُلوية ومنهاج السادة العَلوية»
- «حلل الإحسان في تزيين الإنسان»
- «أساس الإسلام في بيان الأحكام»
- «تحفة الأخيار عن ركوب العار»
- «بوارق الفطانة لتقوية البطانة»